# ریچموند تاچی
ریچموند تاچی (انگلیسی: Richmond Tachie؛ زادهٔ ۲۱ آوریل ۱۹۹۹) بازیکن فوتبال اهل آلمان است.
از باشگاه‌هایی که در آن بازی کرده‌است می‌توان به اشاره کرد.